# Circuit des murs peints d'Angoulême
Le Circuit des murs peints d'Angoulême est un parcours de fresques ou de murs peints sur le thème de la bande dessinée dans la ville d'Angoulême.

## Histoire

### Premier mur peint
En 1982, le ministère de la Culture, sous la férule de Jack Lang, lance l'opération « Des murs en France », qui consiste à faire réaliser 13 murs peints dans 13 villes de France par 13 artistes différents. À Angoulême, c'est l'artiste islandais Erró qui réalisera une immense fresque murale représentant une multitude de personnages de bande dessinée (Batman, Tarzan, Tintin, ...). Laissée à l'abandon pendant des années, la fresque a été rénové en 2013. Elle est considérée aujourd'hui comme le premier mur peint angoumoisin.

### Impulsion d'André Juillard
En 1997, lors de la 24e édition du festival international de la bande dessinée, André Juillard y est Président du Jury. Sa présence à ce festival se manifeste par des expositions en intérieur mais aussi par un parcours dans les rues du vieil Angoulême, intitulé « Sur les traces d'André Juillard ». André Juillard explique que « Les gens seront guidés dans les rues par des silhouettes de gueux, par des reproductions de planches, etc. (...) Cette exposition durera tout le printemps et l'été 1997. Elle sera l'aboutissement du désir d'une collectivité et du salon afin d'arriver à conjuguer l'image d'Angoulême comme ville d'art et d'histoire et celle de capitale mondiale de la BD. ».
Les œuvres, réalisées en toile marouflée, n'étaient pas destinées à rester collées sur les murs, mais elles ont bénéficié de l'effet d'entrainement qu'elles ont provoqué. Michel Donné, alors directeur de l'atelier d'urbanisme, écrira « Cette première tentative eut un salutaire effet déclencheur sur la politique des murs peints ». De même, sur le site internet du festival, il est dit : « 1997. L’exposition "Sur les traces d’André Juillard", véritable parcours dans la ville alliant patrimoine et bande dessinée, incitera les partenaires locaux à façonner la ville aux couleurs de la BD et à développer le tourisme culturel. ».

### Politique des murs peints
C'est au cours de la décennie suivant cette édition que la production de murs peints s'est accélérée, sous l'impulsion d'une politique de la municipalité, appelée « programme murs peints » ou « programme murs peints ». Le but était de montrer qu'Angoulême est bien la « capitale internationale du neuvième art ». C'est en 1997 qu'une rencontre a lieu entre le Maire Philippe Mottet et la société Cité de la Création. Elle débouchera sur un contrat de plusieurs murs peints sur une durée de trois ans.
Les murs peints doivent « s'inscrire naturellement sur le parcours des habitants, des festivaliers et des touristes ».

### Assemblage ville/bande dessinée
Le programme des murs peints fait partie d'un tout consistant à créer un lien naturel entre Angoulême et la bande dessinée. Pour Cité de la Création, il s'agit d'une « vraie réflexion sur la fonction de l'art dans la cité ». Outre les murs peints, la ville s'est construite une identité propre autour de la bande dessinée : des numéros de rues et de certaines portes dans des bulles, des bus peints, des statues de personnages célèbres (le Marsupilami, Corto Maltese, le buste de Hergé).

### Polémique sur la Fresque des Simpson
Ce graff mural, créé lors du festival de la BD de janvier 2014, a fait l'objet d'une pétition auprès de municipalité pour le conserver comme œuvre de street art.

## Les murs peints

### Répartition des murs peints dans la ville
Sur les vingt-neuf murs peints que compte actuellement le circuit, seize sont situés dans la zone où se déroulent la majorité des animations du festival. La question est actuellement posée d'élargir le périmètre de ces œuvres, car si les murs peints sont devenus un marqueur de l’identité de la ville, ce n'est pas le cas pour les quartiers périphériques.

Murs peints d'Angoulême
Rampe d'Aguesseau

### Liste des murs peints
| Titre                               | Auteur                              | Date | Lieu                                      |
| ----------------------------------- | ----------------------------------- | ---- | ----------------------------------------- |
| Avec le temps...                    | François Schuiten                   | 1998 | Impasse Mestreau - Place du Champ de Mars |
| Blake et Mortimer                   | André Juillard et Yves Sente        | 2000 | Rue Saint-Roch                            |
| Boule et Bill                       | Jean Roba                           | 2001 | Rue de Montmoreau                         |
| Chassez le naturel                  | François Boucq                      | 2000 | Boulevard du docteur Duroselle            |
| Cubitus                             | Dupa                                | 2000 | Rue de Montmoreau                         |
| Gaston et Prunelle                  | Franquin                            | 1999 | Rue Saint-Martial                         |
| Héros de la BD et de dessins animés | Erró                                | 1982 | Ma Campagne                               |
| John Difool                         | Mœbius et Jodorowsky                | ?    | Rue Hergé                                 |
| Kirikou                             | Michel Ocelot                       | 2013 | rue de Saintes                            |
| L'Homme qui ne transpirait pas      | Ted Benoit                          | ?    | Place de l’Hôtel de Ville                 |
| La Fille des Remparts               | Max Cabanes                         | 2004 | Boulevard Pasteur                         |
| La Fresque du Défilé                | Turf                                | 2014 | boulevard Jean-XXIII                      |
| La Guitariste                       | Loustal                             | 2005 | Place de la Madeleine                     |
| Le Baron Noir                       | Yves Got et René Pétillon           | 1999 | Rue Hergé                                 |
| Le combat spatial                   | Philippe Druillet                   | 1985 | Boulevard Winston Churchill               |
| Le Jardin extraordinaire            | Florence Cestac                     | 2001 | Rue Pierre Sémard                         |
| Les Pieds Nickelés                  | Pellos                              | 1999 | Rue Louis Barthou                         |
| Lucky Luke                          | Morris                              | 2001 | Avenue Gambetta                           |
| Mémoires du XXe ciel                | Yslaire                             | 1999 | Square Saint-André                        |
| Les Coulisses du théâtre            | Philippe Dupuy et Charles Berbérian | 2006 | Rue de Bélat                              |
| Natacha et P'tit bout d'Chique      | François Walthéry                   | 1999 | Rue de l'Arsenal                          |
| New York sur Charente               | Nicolas de Crécy                    | 2001 | Rue de la Grand-Font                      |
| Parcours Juillard                   | André Juillard                      | 1996 | dans le « Vieil Angoulême »               |
| Réalité, sortie de secours          | Marc-Antoine Mathieu                | 1999 | Rue de Beaulieu                           |
| Sales mioches                       | Olivier Berlion et Éric Corbeyran   | 2003 | Rue Gambetta                              |
| Titeuf                              | Zep                                 | 2005 | Boulevard Pasteur                         |
| Un samedi à Malakoff                | Margerin                            | 2000 | Avenue Gambetta                           |
| Le Monde de René Goscinny           | Catel Muller                        | 2020 | Rue Goscinny                              |
| Le 1er RIMa, ancré dans sa ville    | Fawzi Baghdadli                     | 2020 | Boulevard de la République                |
| Uderzo dans son cosmos              | François Boucq                      | 2021 | Boulevard Pasteur                         |
| Angoulême, toute une histoire       | Maïté Delauge                       | 2023 | Avenue de Cognac                          |